# 可视化

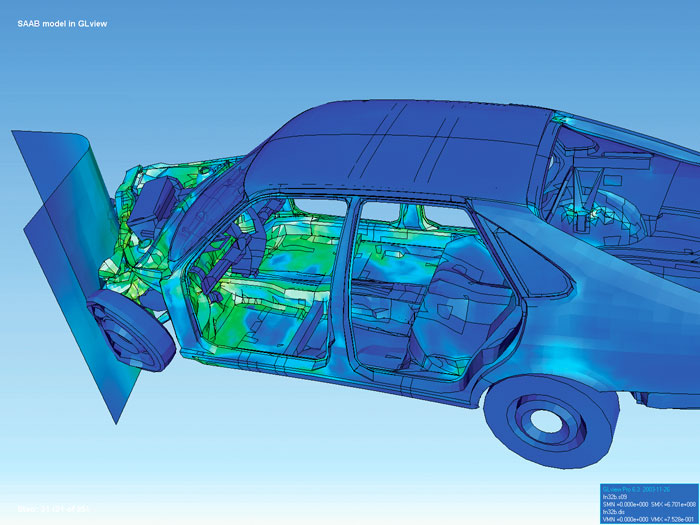
事故汽车有限元素分析结果的可视化呈现。

可视化（visualization）是指用于创建图形、图像或动画，以便交流沟通讯息的任何技术和方法。在历史上包括洞穴壁画、埃及象形文字等，如今可视化有不断扩大的应用领域，如科学教育、工程、互动多媒体、医学等。

## 可视化的领域
计算机可视化是计算机图形学的一个子类别，关于处理的统计图形和地理或空间数据，它以示意图的方式表达抽象数据。

### 科学可视化
出于让信息／知识更容易被理解、传播和控制，将其用容易感知的方式进行呈现，包含但不仅限于视觉，听觉，嗅觉，触觉等等。

### 教育可视化
教育可视化通常是在计算机上创建一个模拟的图形来表示需要展示的物体。这是非常有用的，例如展示原子的结构，因为原子太小了，通过教育可视化很容易学习，且无需购买昂贵并难以使用的科学设备。

### 数据可视化
数据可视化通常是指将一维、二维、三维数据通过图表形式展现。